# Ямасита, Сюнъя
Сюнъя Ямасита (яп. 山下しゅんや Ямасита Сюнъя) родился 15 ноября, 1970 года, префектура Сайтама, Япония) — профессиональный иллюстратор и дизайнер персонажей.

## Биография
В 2000 году работал в Square Enix дизайнером NPC и оружия для Final Fantasy X. Позже он разрабатывал дизайн персонажей для MMORPG-игры Depth Fantasia, и также был иллюстратором для игры Phantom Kingdom. Еще он работал над такими играми, как Valkyrie Profile 2: Silmeria и Xanadu: Next.
Он также работает с различными компаниями игрушек и выпускает линию PVC-фигурок, основанную на его персонажах.

## Работы
- Артбук Wild Flower — Shunya Yamashita Illustrations II (10 июня, 2008)
- Артбук Sweet Dreams: The Art of Shunya Yamashita
- Несколько обложек для эротического журнала Comic Kairakuten Beast
- Манга Vermin Road
- Арт для Makai Kingdom
- Арт для эроге Gakuen Tengoku
- Дизайн персонажей для MMORPG Depth Fantasia Squaresoft
- NPC и дизайн предметов для Final Fantasy XII Squaresoft
- Дизайнер персонажей и окружающей среды для Xanadu: Next Falcomа
- Он средний персонаж-игрок и NPC-дизайнер вValkyrie Profile 2: Silmeria Square Enix
- Артворк для карточной игры Dimension-Zero
- Несколько PVC-фигурок
- Дизайн персонажей для Xenoblade Chronicles 2

## Стиль
Работы Ямаситы вобрали в себя множество художественных веяний и по исполнению более всего напоминают смесь стиля Heavy Metall и аниме. Тематика разнится от классического фэнтези до постапокалипсического будущего, неизменна лишь стилизованная красота его женщин. Даже, когда художественный стиль выглядит упрощенным, у него есть обоснованная структура, поскольку Ямасита хорошо знаком с человеческой анатомией, пропорциями и весом и применяет эти знания в своих работах.